# Camou-Cihigue
Camou-Cihigue (Baskisch:Gamere-Zihiga) is een gemeente in het Franse departement Pyrénées-Atlantiques (regio Nouvelle-Aquitaine) en telt 104 inwoners (2009). De plaats maakt deel uit van het arrondissement Oloron-Sainte-Marie en ligt in de Baskische provincie Soule.

## Geografie
De oppervlakte van Camou-Cihigue bedraagt 9,9 km², de bevolkingsdichtheid is dus 10,5 inwoners per km².
De onderstaande kaart toont de ligging van Camou-Cihigue met de belangrijkste infrastructuur en aangrenzende gemeenten.

## Demografie
Onderstaande figuur toont het verloop van het inwonertal (bron: INSEE-tellingen).